# نمو الأسنان

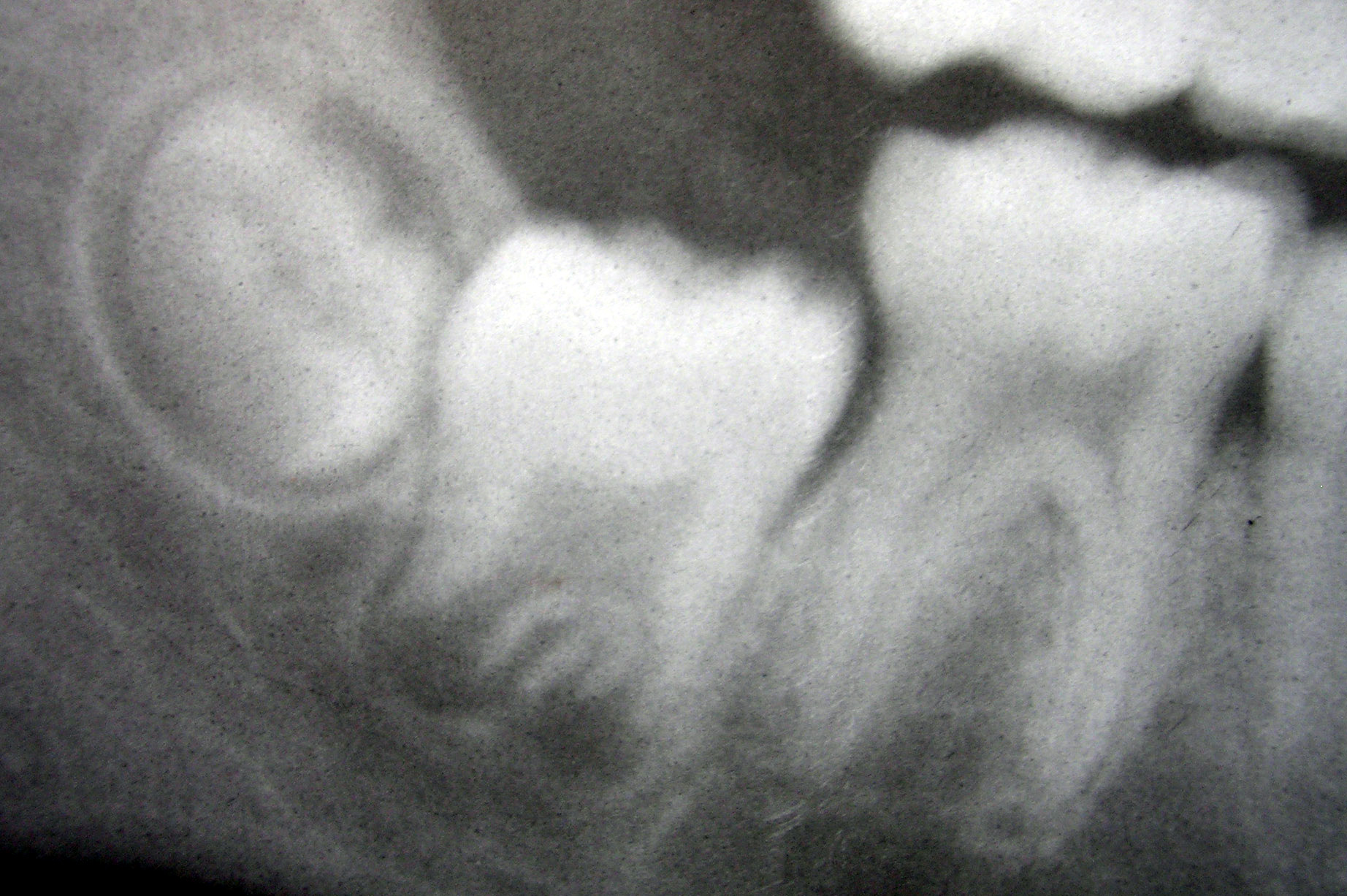
صورة بالأشعة السينية للفك السُفلي (من اليسار إلى اليمين) ثالث، ثاني، وأول الأضراس في مراحل مختلفة من التطور.

نمو الأسنان أو تكوين الأسنان هي عملية معقدة وبها تتشكل الأسنان من خلايا جنينية ليكتمل نموها وتظهر في الفم.
تمتلك معظم الكائنات الحية أنواعًا متعددة من الأسنان، وتختلف بنية الأسنان لكل فئة، وبالنسبة للإنسان، تختلف بنية وتركيبة سلسلة أسنانه ومدة نموها، كما تتكون الأسنان من مواد مختلفة مثل الميناء والعاج وملاط الأسنان والأربطة بين الأسنان، ويجب أن يتم نمو كل هذه المكونات خلال مراحل مناسبة من تطور الجنين. في البداية، تبدأ الأسنان اللبنية للجنين في النمو بين الأسبوع السادس والثامن من الحمل. ثم، تبدأ الأسنان الدائمة في النشوء في الأسبوع العشرين، وإذا لم تبدأ الأسنان في التكوين في هذه الأوقات أو قربها، فلن تنمو على الإطلاق.
وقد تم التركيز في العديد من الدراسات على تحديد العمليات التي تبدأ بها نمو الأسنان، ومن المتعارف عليه بشكل واسع أن هناك عاملًا داخل أنسجة القوس الأول للخيشوم ضروري لنمو الأسنان.
أما في الفقاريات فتوجد عدة تخصصات من الأنسجة الطلائية (phanères) التي تتشكل بعد تكون بنية معينة، مثل الأنسجة الكيراتينية مثل الشعر والأظافر، والهياكل الخارجية مثل القشرة الخارجية والأسنان، وعلى الرغم من أن الأسنان والقشور الدرعية لأسماك القرش يمكن أن تعتبر أعضاء متشابهة من حيث التركيب، إلا أنها تختلف في وظائفها وأشكالها. 

## نظرة عامة

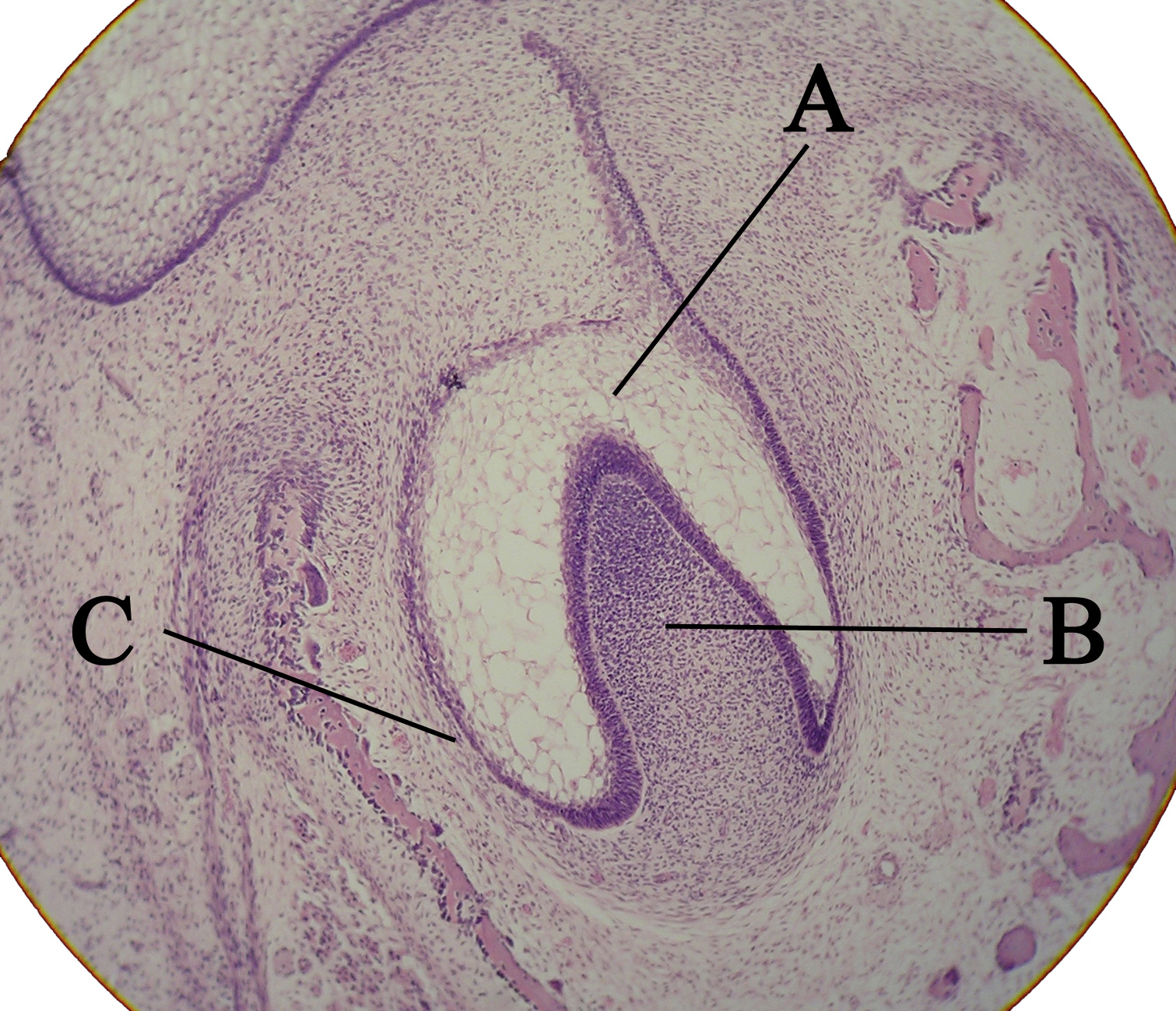
شريحة نسيجية تظهر البرعم السني. أ : عضو الميناء ب : الحليمة السنية ج : الجراب السني

البرعم السني (الذي يسمى أحياناً البذرة) هو تجمع من الخلايا التي تشكل في نهاية الأمر السن، وتشتق هذه الخلايا من طبقة الأديم الظاهر من أول قوس خيشومي والنسيج الميزانشيمي الخارجي للقمة العصبية. يتكوّن البرعم السني من ثلاثة أجزاء: عضو الميناء والحليمة السنية والجراب السني.
يتكون عضو الميناء من طبقة «خلايا عضو الميناء الخارجية، طبقة خلايا عضو الميناء الداخلية، الشبكة النجمية وطبقة وسطية (خلايا انتقالية)». هذه الخلايا تنشأ الخلايا المولدة للميناء، التي تنتج الميناء ومصغر ميناء الطبقة الطلائية. مكان التقاء طبقة خلايا عضو الميناء الخارجية مع طبقة خلايا عضو الميناء الداخلية يدعى العروة العنقية. نمو خلايا العروة العنقية في داخل الأنسجة الأعمق تشكل غشاء هيرتويج للطبقة الطلائية للجذر، الذي يحدد شكل جذر السن.
تحتوى الحليمة السنية على الخلايا التي تتحول إلى الخلايا المولدة للعاج، وهي الخلايا التي تنتج العاج. بالإضافة إلى ذلك الالتقاء بين الحليمة السنية وطبقة خلايا الميناء الداخلية يحدد شكل تاج السن. خلايا النسيج المزانشيمي داخل الحليمة السنية هي المسؤولة عن تكوين لب السن.
الجراب السني يؤدي إلى إنشاء ثلاثة كيانات مهمة: (خلايا بناء ملاط الجذر وخلايا بناء العظم وخلايا بناء الألياف). خلايا بناء الملاط تكون ملاط جذور الأسنان، خلايا بناء العظم تؤدي إلى تكوين العظم السنخي حول جذور الأسنان، خلايا بناء الألياف تنشئ أربطة حول الأسنان التي تربط الأسنان مع العظم السنخي من خلال ملاط الجذور.

### الجدول الزمني لنمو أسنان الإنسان
الجداول التالية تعرض الجداول الزمنية لنمو أسنان الإنسان. الأوقات لبدء تكلس الأسنان اللبنية الأولية تكون لمدة أسابيع داخل الرحم. الاختصارات: wk== أسابيع؛ mo = أشهر؛ yr == سنوات، I.U= داخل الرحم.
|                       | Maxillary (upper) teeth  | Maxillary (upper) teeth | Maxillary (upper) teeth | Maxillary (upper) teeth | Maxillary (upper) teeth | Maxillary (upper) teeth | Maxillary (upper) teeth | Maxillary (upper) teeth |
| Primary teeth         | Central incisor          | Lateral incisor         | Canine                  | First molar             | Second molar            |                         |                         |                         |
| --------------------- | ------------------------ | ----------------------- | ----------------------- | ----------------------- | ----------------------- | ----------------------- | ----------------------- | ----------------------- |
| Initial calcification | 14 wk I.U.               | 16 wk I.U.              | 17 wk I.U.              | 15.5 wk I.U.            | 19 wk I.U.              |                         |                         |                         |
| Crown completed       | 1.5 mo                   | 2.5 mo                  | 9 mo                    | 6 mo                    | 11 mo                   |                         |                         |                         |
| Root completed        | 1.5 yr                   | 2 yr                    | 3.25 yr                 | 2.5 yr                  | 3 yr                    |                         |                         |                         |
|                       | Mandibular (lower) teeth |                         |                         |                         |                         |                         |                         |                         |
| Initial calcification | 14 wk I.U.               | 16 wk I.U.              | 17 wk I.U.              | 15.5 wk I.U.            | 18 wk I.U.              |                         |                         |                         |
| Crown completed       | 2.5 mo                   | 3 mo                    | 9 mo                    | 5.5 mo                  | 10 mo                   |                         |                         |                         |
| Root completed        | 1.5 yr                   | 1.5 yr                  | 3.25 yr                 | 2.5 yr                  | 3 yr                    |                         |                         |                         |

|                       | Maxillary (upper) teeth  | Maxillary (upper) teeth | Maxillary (upper) teeth | Maxillary (upper) teeth | Maxillary (upper) teeth | Maxillary (upper) teeth | Maxillary (upper) teeth | Maxillary (upper) teeth |
| Permanent teeth       | Central incisor          | Lateral incisor         | Canine                  | First premolar          | Second premolar         | First molar             | Second molar            | Third molar             |
| --------------------- | ------------------------ | ----------------------- | ----------------------- | ----------------------- | ----------------------- | ----------------------- | ----------------------- | ----------------------- |
| Initial calcification | 3–4 mo                   | 10–12 mo                | 4–5 mo                  | 1.5–1.75 yr             | 2–2.25 yr               | at birth                | 2.5–3 yr                | 7–9 yr                  |
| Crown completed       | 4–5 yr                   | 4–5 yr                  | 6–7 yr                  | 5–6 yr                  | 6–7 yr                  | 2.5–3 yr                | 7–8 yr                  | 12–16 yr                |
| Root completed        | 10 yr                    | 11 yr                   | 13–15 yr                | 12–13 yr                | 12–14 yr                | 9–10 yr                 | 14–16 yr                | 18–25 yr                |
|                       | Mandibular (lower) teeth |                         |                         |                         |                         |                         |                         |                         |
| Initial calcification | 3–4 mo                   | 3–4 mo                  | 4–5 mo                  | 1.5–2 yr                | 2.25–2.5 yr             | at birth                | 2.5–3 yr                | 8–10 yr                 |
| Crown completed       | 4–5 yr                   | 4–5 yr                  | 6–7 yr                  | 5–6 yr                  | 6–7 yr                  | 2.5–3 yr                | 7–8 yr                  | 12–16 yr                |
| Root completed        | 9 yr                     | 10 yr                   | 12–14 yr                | 12–13 yr                | 13–14 yr                | 9–10 yr                 | 14–15 yr                | 18–25 yr                |

## نمو البرعم السني
واحدة من أولى الخطوات في تكوين الأسنان التي يمكن رؤيتها مجهرياً هي التمييز بين الصفيحة الدهليزية والصفيحة السنية. تربط الصفيحة السنية البرعم السني النامي إلى طبقة الطلائية من الفم لفترة كبيرة.
ينقسم عادة نمو الأسنان إلى المراحل التالية: المرحلة البرعمية، والمرحلة القبعية، والمرحلة الجرسية، ومرحلة النضج في النهاية. مراحل تكوين السن هو محاولة لتصنيف التغيرات التي تحدث على طول سلسلة متصلة، وكثيراً ما يصعب تحديد ما المرحلة التي ينبغي أن تكون في نمو سنة محددة. هذا التحديد هو أيضاً معقد بسبب اختلاف ظهور المقاطع النسيجية المختلفة من نفس السن النامي، التي يمكن أن تبدو مراحل مختلفة.

### المرحلة البرعمية
وتتميز المرحلة البرعمية بظهور برعم الأسنان بدون ترتيب واضح للخلايا، تبدأ هذه المرحلة من الناحية العملية بمجرد أن تتكاثر الخلايا الطلائية باتجاه الميزانشيم الخارجي من الفك، (19) عملياً، يحدث هذا عندما يكون الجنين حوالي 6 أسابيع من الحياة الرحمية. برعم الأسنان في حد ذاته هو مجموعة من الخلايا في نهاية الصفيحة السنية.

### المرحلة القبعية

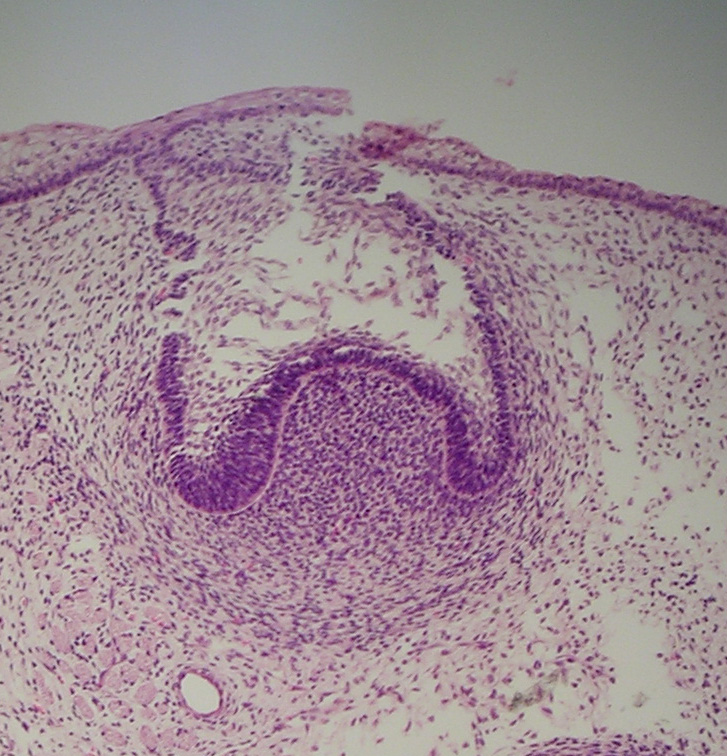
شريحة نسيجية للسن في المرحلة القبعية.

أول علامات لترتيب الخلايا في برعم السنة تحدث في المرحلة القبعية. تتوقف مجموعة صغيرة من خلايا المزانشيم الخارجي عن إنتاج مواد خارج الخلية، مما يؤدي إلى تجميع هذه الخلايا تسمى الحليمة السنية. في هذه المرحلة، البرعم السني ينمو حول تكثف النسيج الميزانشيمي الخارجي، تتخذ شكل القبعة، وتصبح عضو الميناء (أو السني). تكثف من خلايا الميزانشيم الخارجي يسمى الجراب السني يحيط بعضو الميناء ويحد الحليمة السنية. في نهاية المطاف، عضو الميناء سوف يشكل ميناء الأسنان، والحليمة السنية لتشكيل العاج واللب، والجراب السني لتشكيل جميع البنيات الداعمة للسنة.

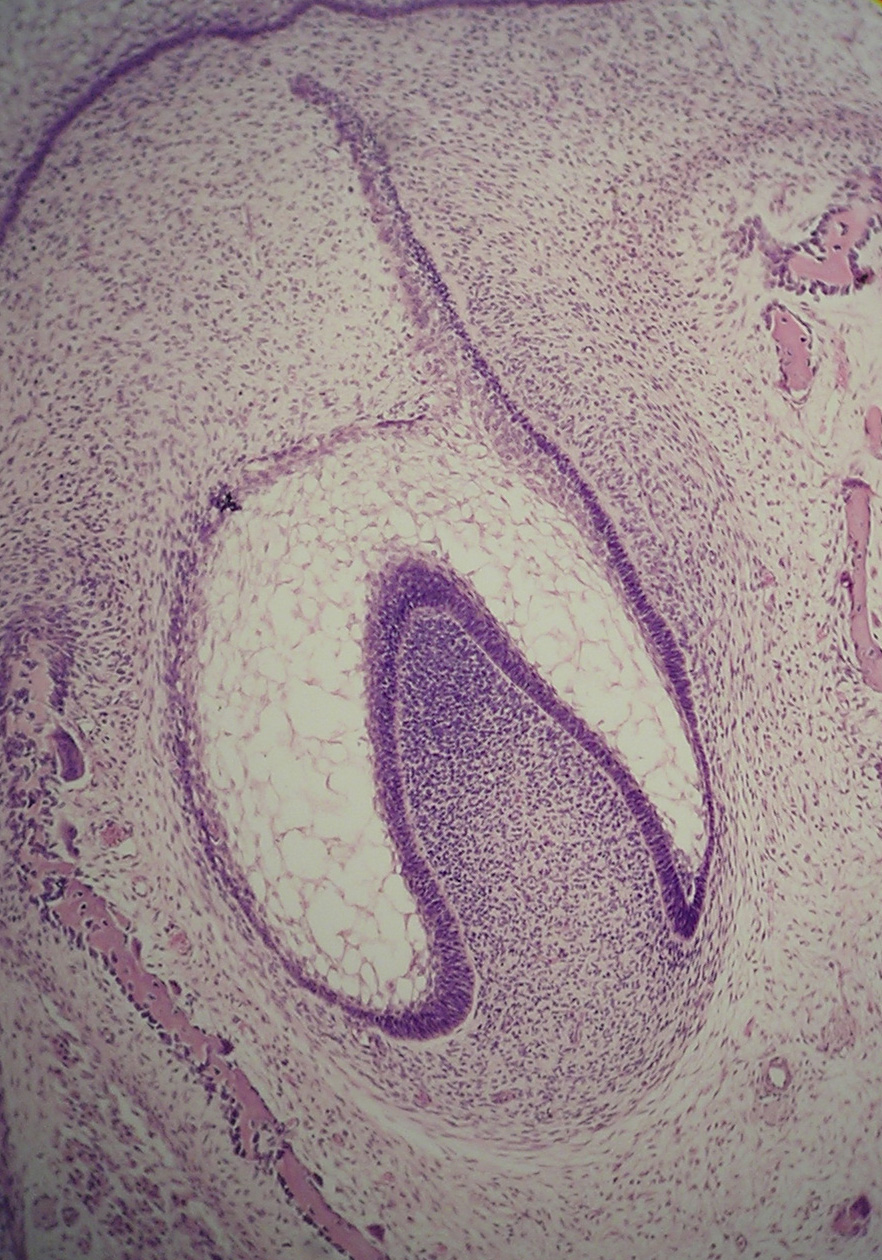
شريحة نسيجية لسن في مرحلة مبكرة من المرحلة الجرسية. ملاحظة تنظيم خلية.

### المرحلة الجرسية
ومن المعروف أن المرحلة الجرسية معروفة لتمايز الأنسجة ولاختلاف الشكل الذي يأخذ مجراه. العضو السني يكون على شكل جرس خلال هذه المرحلة، والأغلبية من خلاياه تسمى الشبكة النجمية بسبب ظهورها على شكل نجمة. خلايا موجودة على عضو الميناء الخارجية تنفصل إلى ثلاث طبقات مهمة، الخلايا المكعبة على الحد الخارجي للعضو السني معروفة باسم ميناء النسيج الطلائي الخارجي. الخلايا العمودية لعضو الميناء المتاخمة للحليمة السنية معروفة باسم ميناء النسيج الطلائي الداخلي. الخلايا التي بين ميناء النسيج الطلائي الداخلي وخلايا الشبكة النجمية تشكل طبقة معروفة باسم طبقة العظم الأوسط. حافة العضو السني حيث التحام ميناء النسيج الطلائي الخارجي والداخلي يسمى العروة العنقية. وخلاصة القول، الطبقات في الترتيب من الأعمق إلى الأبعد تتكون من العاج ثم الميناء (التي شكلتها طبقة خلايا عضو الميناء الداخلية، أو خلايا إفراز المينا، لأنها تتحرك نحو الخارج / الأعلى)، ثم طبقة خلايا الميناء الداخلية وطبقة العظم الأوسط (الخلايا الطبقية المتخصصة التي تدعم النشاط التصنيعي لميناء النسيج الطلائي الداخلي) ما يلي هو جزء من عضو الميناء الأولي، الذي يتكون منتصفه من خلايا الشبكة النجمية، كل هذا مغطى بطبقة ميناء النسيج الطلائي الخارجي.
أحداث أخرى تحدث أثناء المرحلة الجرسية. تتحلل الصفيحة السنية، تاركه الأسنان النامية مفصولة تماماً عن النسيج الطلائي لتجويف الفم (البشرة الفموية)، والاثنان لن يلتحما معاً مرة أخرى حتى البزوغ النهائي للأسنان في الفم.

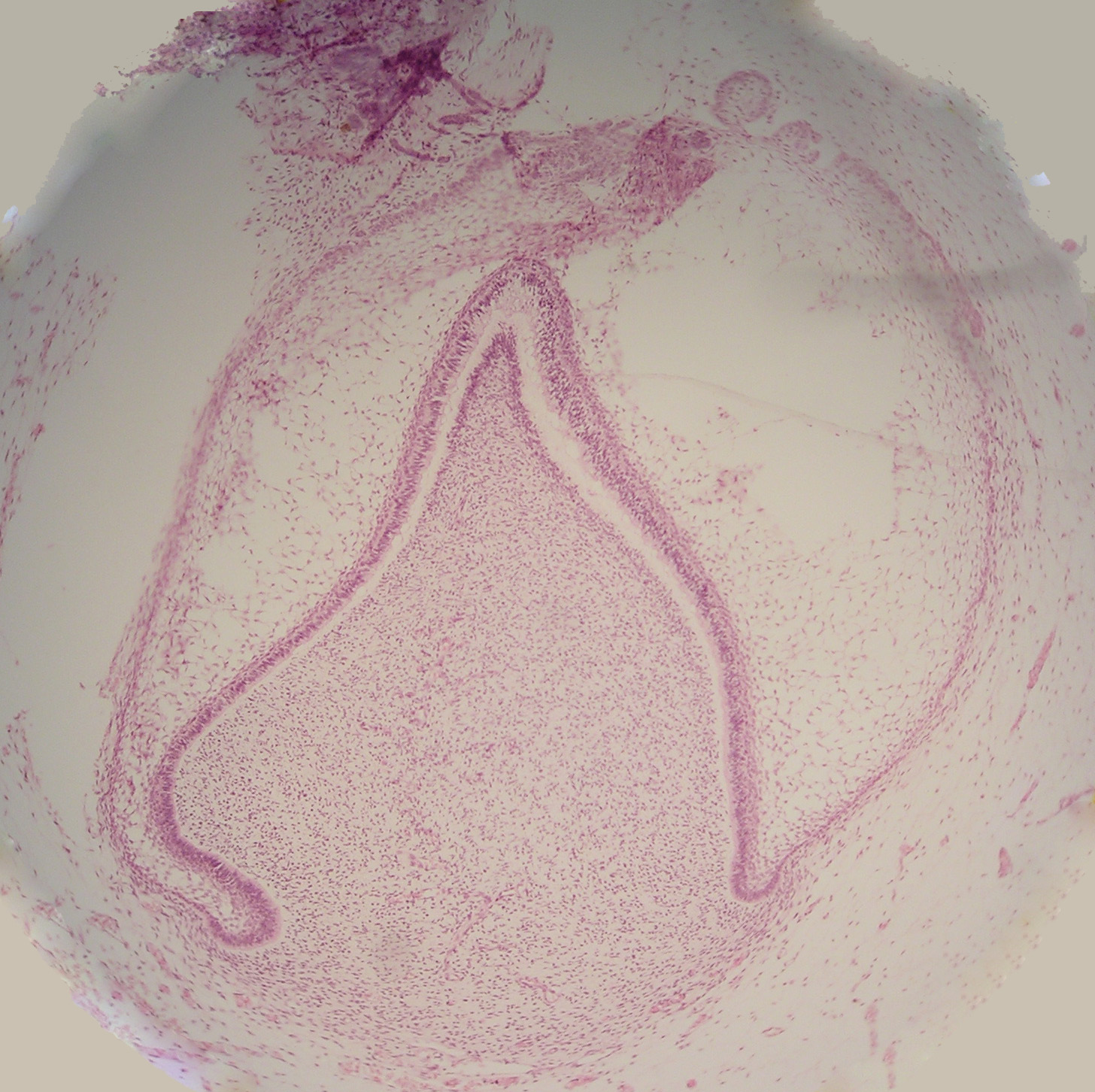
شريحة نسيجية لسن في مرحلة متأخرة من المرحلة الجرسية. ملاحظة تفكك الصفيحة السنية عند الأعلى.

تاج السن، والذي يتأثر بشكل خلايا عضو الميناء الداخلية، كذلك يأخذ شكل خلال هذه المرحلة، في جميع أنحاء الفم كل الأسنان تخضع لنفس هذه العملية، انه لا يزال غير محدد لماذا الأسنان تشكل تيجان مختلفة الأشكال، على سبيل المثال، القواطع مقابل الأنياب، هناك نوعان من الافتراضات السائدة، «النموذج الميداني» يقترح هناك عناصر لكل نوع من أنواع شكل الأسنان وجدت في النسيج الميزانشيمي الخارجي خلال نمو السن. والمكونات لأنواع معينة من الأسنان، مثل القواطع، تتمركز في منطقة واحدة وتتفرق بسرعة في أجزاء مختلفة من الفم وهكذا. على سبيل المثال، «الحقل القاطعة» يملك عوامل التي تنشأ الأسنان في شكل الأسنان القاطعة، وهذا المجال يتمركز في منطقة ثنايا الأسنان الأمامية، ولكن يتناقص بسرعة في منطقة الأنياب. الافتراض السائد الآخر، نموذج «الاستنساخ»، ويقترح أن برامج الخلايا الطلائية (الظهارة) مجموعة من خلايا الميزانشيم الخارجي لتوليد أسنان ذات أشكال معينة. هذه المجموعة من الخلايا، تدعى استنساخ، تساعد في تقسيم الصفيحة السنية في نمو السنة، مما تسبب في تشكيل برعم السن. نمو الصفيحة السنية يستمر في المنطقة التي يطلق عليها «منطقة التقدم». بمجرد أن منطقة التقدم تهاجر مسافة معينة من برعم السن الأول، برعم السن الثانية تبدأ في النمو. هذين النموذجين ليس بالضرورة يستبعد بعضها بعضاً، ولا تقبل على نطاق واسع، في علم الأسنان يعتبرهم على هذا النحو: فهو افترض أن كلاً من النموذجين يأثر في نمو السن في أوقات مختلفة.
البنيات الأخرى التي قد تظهر في السنة النامية في هذه المرحلة هي عقدة الميناء، حبل الميناء، وقطاع الميناء البينى.

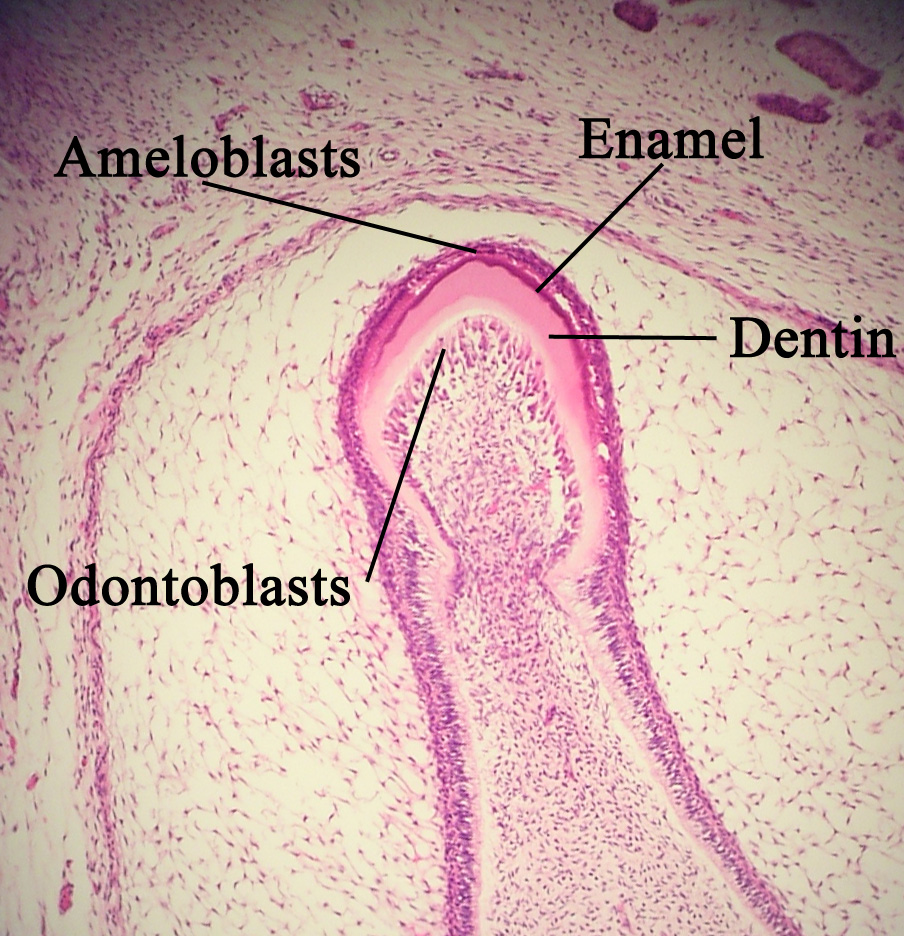
شريحة نسيجية من نمو الأنسجة الصلبة. خلايا تكوين الميناء التي تشكل الميناء، بينما خلايا تكوين العاج هي التي تشكل العاج.

### مرحلة التاج
الأنسجة الصلبة، بما في ذلك الميناء والعاج، تنمو خلال المرحلة المقبلة من نمو السنة. وتدعى هذه المرحلة التاج أو النضج. تغييرات خلوية هامة تحدث في هذا الوقت. في مراحل سابقة كل خلايا عضو الميناء الداخلية انقسمت لزيادة الحجم الكلي لبرعم السن، ولكن تقسيم سريع يدعى الانقسام، يتوقف خلال مرحلة التاج في المكان الذي تتكون فيه نتوءات الأسنان، الأنسجة المعدنية الصلبة الأولى تتكون في هذا المكان. وفي نفس الوقت خلايا عضو الميناء الداخلية تتغير في الشكل من خلايا مكعبة تتحول إلى خلايا عمودية. نواة هذه الخلايا تهاجر لتصبح قريبة من طبقة العظم الأوسط وبعيدا من الحليمة السنية.

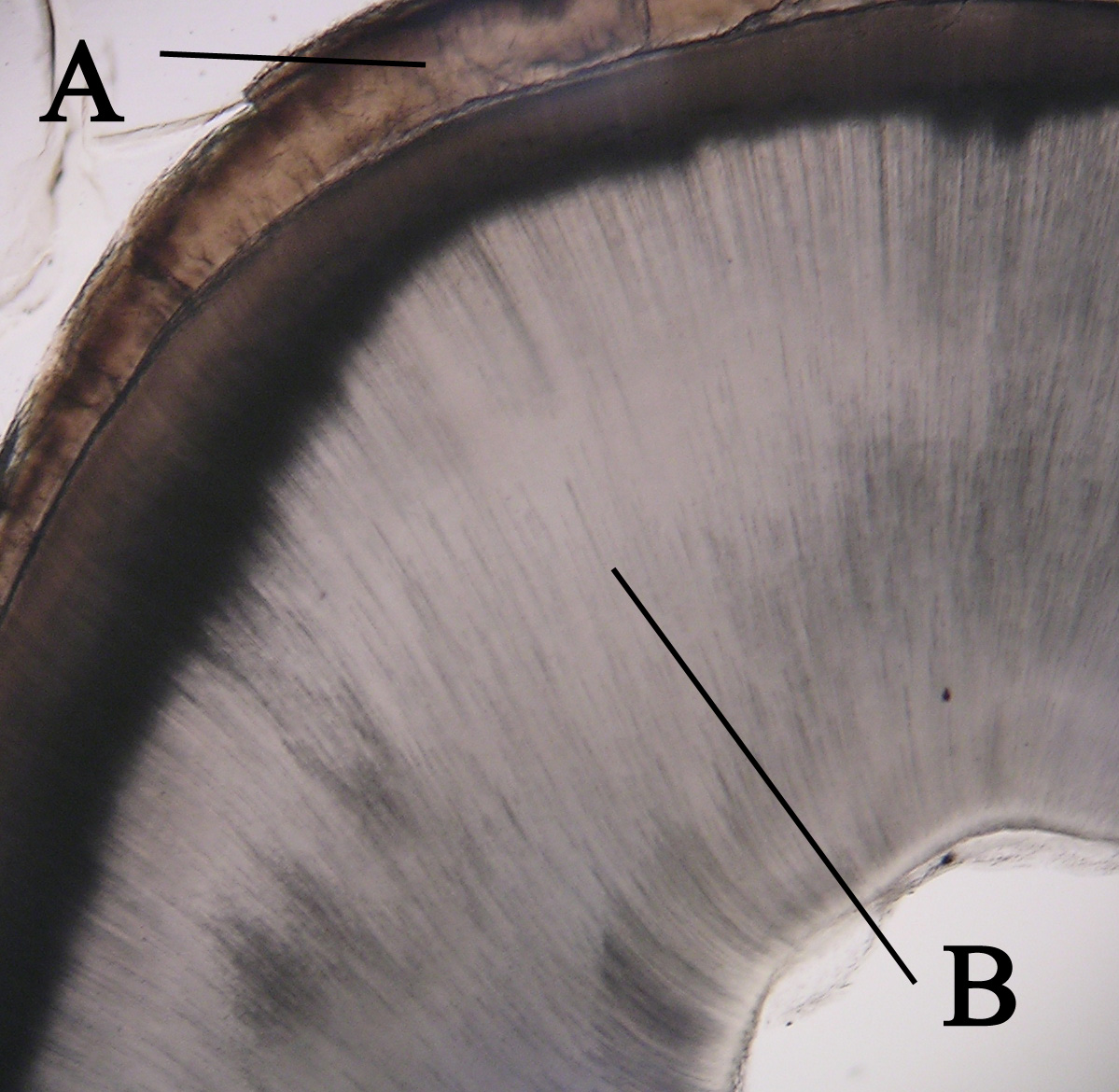
شريحة نسيجية من السن. لاحظ المظهر الأنبوبي من العاج أ- الميناء ب- العاج

تقوم خلايا الطبقة المجاورة للحليمة السنية بزيادة مفاجئة في الحجم وتتمايز إلى خلايا مصورات العاج، وهي الخلايا التي تشكل عاج الأسنان. ويعتقد الباحثون أن خلايا إفراز العاج لن تتشكل لو لم تكن التغيرات التي تحدث في طبقة خلايا الميناء الداخلية. كما أن التغييرات لطبقة خلايا الميناء الداخلية والتكوين لخلايا إفراز العاج يستمر من الأطراف المدببة لنتوءات الأسنان، فالخلايا المولدة للعاج تفرز مادة، عضوية بين خلوية، داخل ما يحيط بها مباشرة، المادة العضوية بين خلوية تحتوي على المواد اللازمة لتكوين العاج. خلال ترسيب الخلايا المولدة للعاج مادة عضوية بين خلوية فإنها تهاجر باتجاه مركز الحليمة السنية. وهكذا. على عكس الميناء العاج يبدأ في التشكيل من السطح المغلق إلى السطح الخارجي للسن ويتقدم نحو الداخل. تُتْرَك استطالات السيتوبلازم في الخلف لأن خلايا العاج تحرك باتجاه الداخل. الشكل الأنبوبي المجهري الفريد من نوعه للعاج هو نتيجة لتكوين عاج الأسنان حول هذه الاستطالات.
بعد البدء في تكوين العاج، طبقة خلايا الميناء الداخلية تفرز مادة عضوية بين خلوية في اتجاه عكس العاج. هذه المادة العضوية البين خلوية يمعدن (يحول إلى مادة معدنية) على الفور، وتصبح ميناء السن. خارج العاج توجد الخلايا المولدة للميناء، وهي الخلايا التي تستمر في عملية تكوين الميناء وبالتالي تكوين الميناء يتحرك في اتجاه الخارج بإضافة مواد جديدة إلى السطح الخارجي للسن النامي.

## تكوين الأنسجة الصلبة

أقسام من سن خاضع للنمو.

### الميناء Enamel
تكوين الميناء
يسمى تكوين الميناء تصنيع الميناء ويحدث أثناء نمو السن في مرحلة التاج. «التخليق المتبادل» يحكم العلاقة بين تكوين العاج والميناء، تكوين العاج يجب أن يحدث دائما قبل تكوين الميناء. بشكل عام، تكوين الميناء يحدث في مرحلتين: المرحلة الإفرازية ومرحلة النضج. البروتينات والمادة العضوية البين خلوية تكون ميناء متمعدن جزئيا في المرحلة الإفرازية، مرحلة النضج تكتمل تمعدن الميناء.
في المرحلة الإفرازية، خلايا الميناء تفرز بروتينات الميناء التي تساهم في الميناء البين خلوية، التي حينئذ تتمعدن جزئيا بواسطة أنزيم الفوسفاتيز القلوى. ظهور هذه الأنسجة المعدنية، والتي تحدث عادة في حوالي الشهر الثالث أو الشهر الرابع من الحمل، علامات أول ظهور للميناء في الجسم. خلايا الميناء ترسب الميناء في المكان الذي سيصبح نتوءات للأسنان على طول الجانب مع العاج. تكوين الميناء حينئذ يستمر في اتجاه الخارج، بعيدا عن مركز السنة.
في مرحلة النضج، الخلايا المولدة للميناء تنقل بعض المواد المستخدمة في تشكيل الميناء إلى خارج الميناء. وبالتالي، فإن وظيفة الخلايا المولدة للميناء تتغير من إنتاج الميناء، كما يحدث في المرحلة إفرازية، إلى نقل المواد. معظم المواد المنقولة بواسطة خلايا إفراز الميناء في هذه المرحلة هي بروتينات مستخدمة لإكمال التمعدن. البروتينات الهامة المستخدمة هي (amelogenins) اميلوجنينز، (ameloblastins) اميلوبلاستينز، (enamelins)ايناملينز و (tuftelins) توفتيلينز. وبنهاية هذه المرحلة، الميناء يكتمل تحوله إلى مادة صلبة (تمعدن).

### العاج Dentin
تكوين العاج
تكوين العاج، والمعروفة باسم تشكيل العاج، هي السمة الأولى للتحديد في مرحلة التاج لنمو السنة. تكوين العاج يجب أن يحدث دائما قبل تكوين الميناء. المراحل المختلفة لتكوين العاج يؤدى إلى أنواع مختلفة من العاج: غلاف العاج، العاج الأولي، العاج الثانوي، والأسنان الثلاثي.
الخلايا المولدة للعاج، الخلايا المكونة للعاج، تتمايز من خلايا الحليمة السنية. فإنها تبدأ إفراز مادة عضوية بين خلوية حول المنطقة المتاخمة مباشرة إلى عضو الميناء الداخلي، أقرب إلى المكان المستقبلي لنتوءات السنة. تحتوي المادة العضوية البينخلوية على ألياف الكولاجين بسماكات كبيرة (0.1-0.2 ميكرومتر في السمك أو الثخانة). الخلايا المولدة للعاج تبدء في التحرك باتجاه مركز السنة، وتشكيل استطالة تسمى زائدة الخلية المولدة للعاج. وبالتالي، تشكيل العاج يكمل باتجاه الداخل من السن. عملية الخلية المكونة للعاج تتسبب في إفراز بلورات هيدروكسي اباتيت وتمعدن المادة البين خلوية. هذه المنطقة من التمعدن تعرف بغلاف العاج وهي طبقة عادة سماكته حوالي 150 ميكرون.
في حين أن غلاف العاج يتكون من المادة الأساسية الموجودة مسبقا في الحليمة السنية، العاج الأولي يتشكل من خلال عملية مختلفة. تزيد الخلايا المولدة للعاج في الحجم، قاضية على توافر أية موارد خارج الخلية لتسهم مع المادة العضوية البين خلوية في التمعدن. بالإضافة إلى ذلك، الخلايا الأكبر المولدة للعاج سبب ان الكولاجين يفرز في كميات أصغر، والذي ينتج في ترتيب أكثر إحكاما، تكون النواة الغير متجانسة الذي يستخدم للتمعدن. مواد أخرى (مثل دهون، بروتين فوسفاتي، ودهون فوسفورية) تفرز أيضا.
يُشَكَّل العاج الثانوي بعد الانتهاء من تشكيل الجذور ويحدث بمعدل أبطأ من ذلك بكثير. انه لم يشكل بسرعة منتظمة على طول السن، ولكن بدلا من ذلك تشكل أسرع على طول القطاعات الأقرب إلى تاج السن. هذا النمو لا يزال مستمر في جميع مراحل الحياة، ويفسر ذلك المناطق الأصغر من اللب وجدت في الأفراد الأكبر سنا. العاج الثلاثي، المعروف أيضا باسم العاج التعويضي، يتكون في رد فعل للمحفزات، مثل تسوس الأسنان أو التآكل.

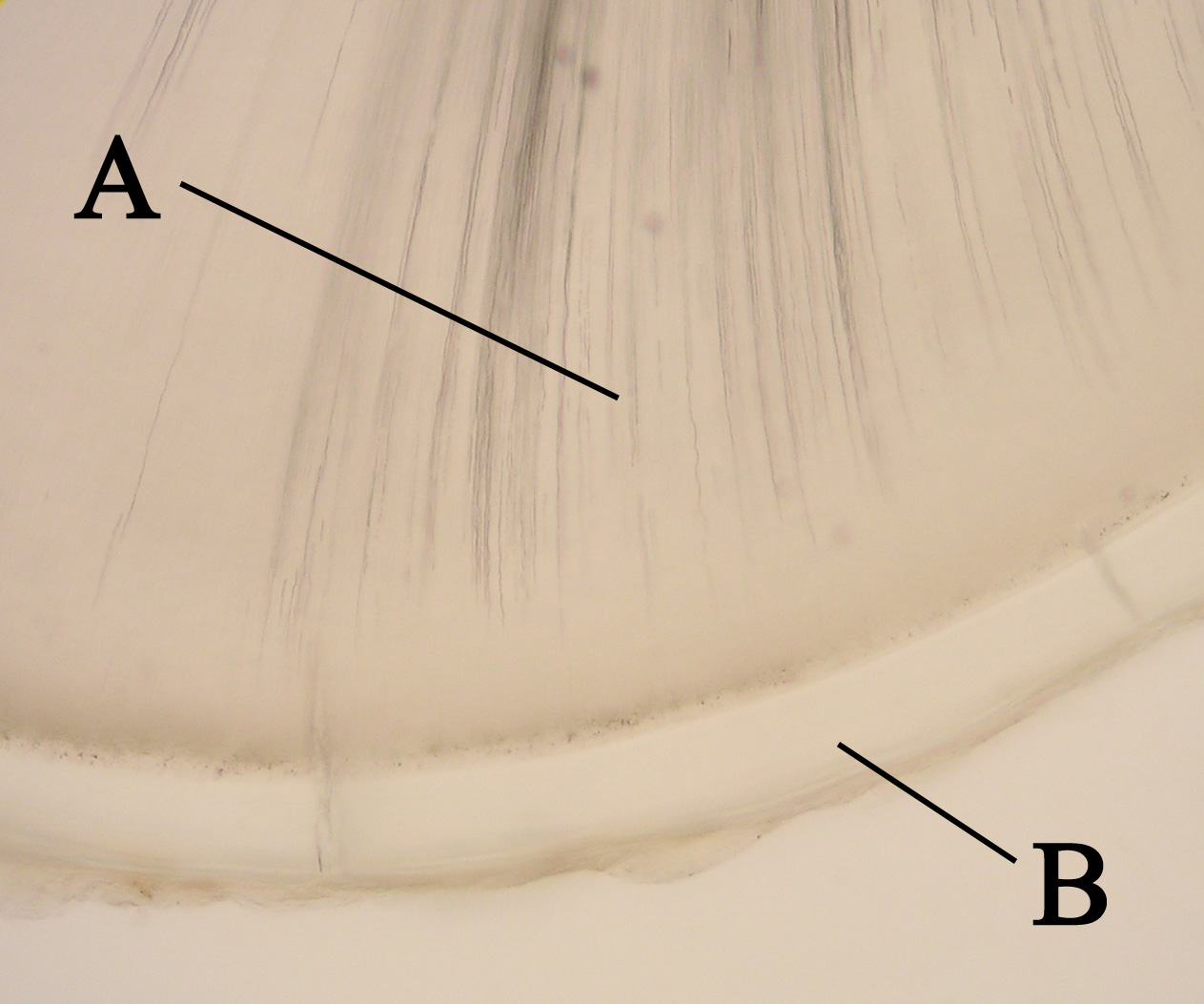
قطاع بالعرض لسنة عند الجذر. ملاحظة واضحة، المظهر لا خلوي من الملاط أ : العاج ب: الملاط

### الملاط Cementum
تكوين الملاط يسمى تشكيل الملاط ويحدث في وقت متأخر من نمو الأسنان. الخلايا المولدة للملاط هي الخلايا المسؤولة عن تشكيل الملاط. نوعين من شكل الملاط : الخلوي ولا خلوي.
أولا أشكال الملاط لا خلوي. الخلايا المولدة للملاط تتمايز من الخلايا الجرابية، والتي يمكن أن تصل فقط على سطح جذر السن بمجرد أن غلاف هيرتويج الطلائي للجذر قد بدأت في التدهور. الخلايا المولدة للملاط تفرز ألياف الكولاجين الرفيعة على طول سطح الجذر بزاوية قائمة قبل أن تهاجر بعيدا عن السن. كلما تنتقل الخلايا المولدة للملاط، كولاجين أكثر يُرَسَّبُ لإطالة وزيادة سماكة في حزم من الألياف. البروتينات الغير كولاجنية، مثل السيالوبروتين العظمي والكالسين العظمي، تفرز أيضا. الملاط لا خلوي يحتوي على مادة بين خلوية مفرزة من البروتينات والألياف. كما يأخذ التمعدن مجراه، الخلايا المولدة للملاط تتحرك مبتعدة عن الملاط، والألياف تاركة على طول السطح في نهاية المطاف التحام أربطة حول الأسنان المتكونة.
الملاط الخلوي يتكون بعد أن يُتَشَكَّلُ معظم السن وبعد أن تطابق الاسنان (تتلامس) مع الاسنان في الفك المقابل لها. هذا النوع من الملاط يتكون حول حزم ألياف الأربطة حول السن. الأرومة الملاطية المكونة للملاط الخلوي تصبح محاصرة في الملاط الذي تنتجه.
ويعتقد أن أصل الخلايا المكونة للملاط يكون مختلفا للملاط الخلوي عن الملاط اللا خلوي. واحدة من الفرضيات الرئيسية الحالية هي أن الخلايا المنتجة للملاط الخلوي تهاجر من المنطقة المجاورة للعظم، بينما الخلايا المنتجة للملاط اللا خلوي تنشأ من الجراب السني. ومع ذلك، فإن من المعروف أن الملاط الخلوي عادة ما يكون غير موجود في الأسنان ذات جذر واحد. في الضواحك والضروس الطواحن، يوجد الملاط الخلوي فقط في جزء من الجذر الأقرب إلى قمته وفي مناطق بين تفرع الجذور بين الجذور المتعددة.

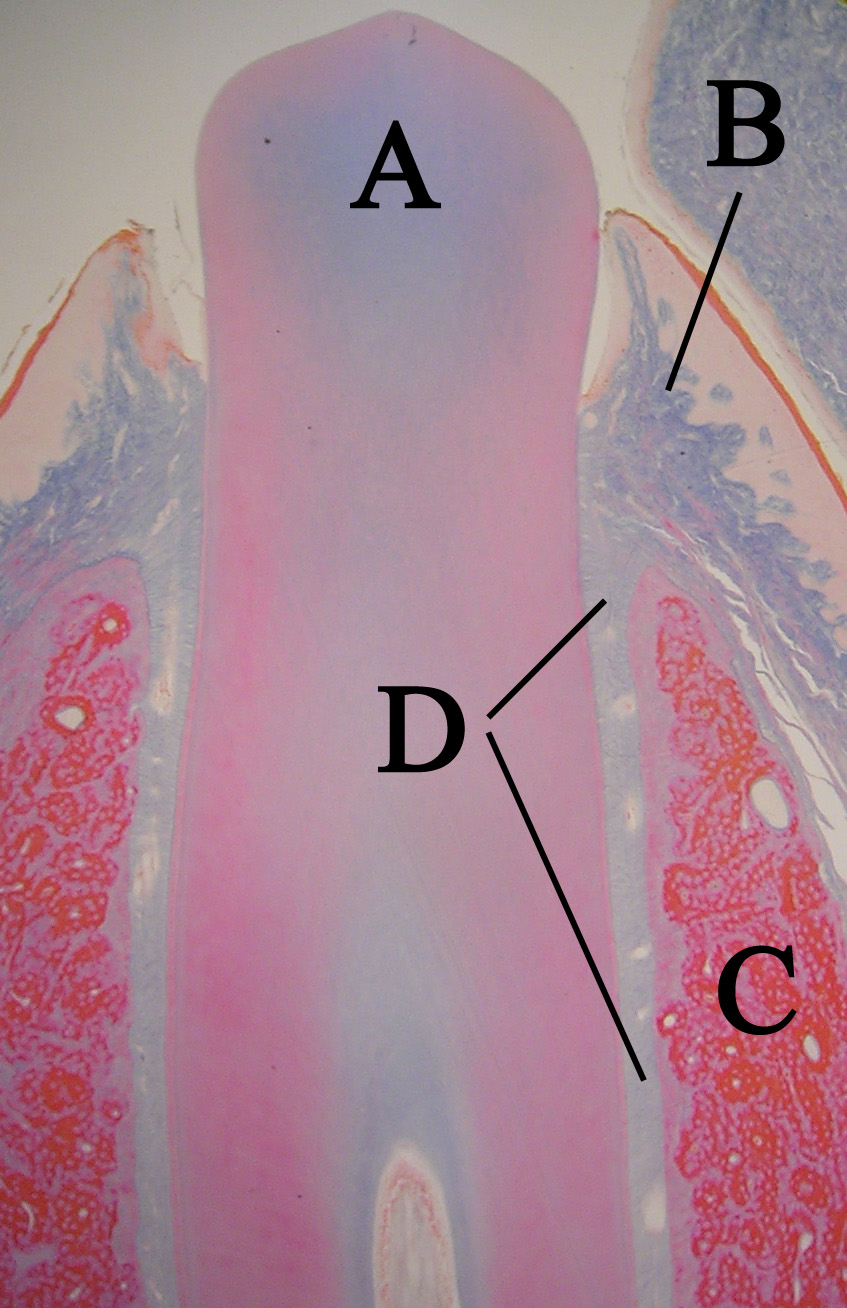
شريحة نسيجية من بزوغ سنة في الفم.أ :السنة ب : اللثة gingiva ج: العظم د : اربطة حول السنة

## تشكيل ما حول الأسنان
ما حول السن، التي هي البنية الداعمة للسنة، وتتكون من الملاط، الأربطة ما حول السنة، اللثة والعظم السنخي. الملاط هو الوحيد من هذه الذي هو جزء من السنة. العظم السنخي يحيط بجذور الأسنان لتقديم الدعم ويخلق ما يسمى عادة «تجويف مفصلي». الأربطة حول السنية تربط العظم السنخي بالملاط، واللثة هي الأنسجة المحيطة مرئية في الفم.

### الأربطة حول الأسنان (Periodontal ligament (PDL
خلايا من الجراب السنى تنشأ الأربطة حول الأسنان (PDL). أحداث معينة تؤدي إلى تشكيل الأربطة حول الأسنان تختلف بين الأسنان اللبنية (بيبى) والأسنان الدائمة وبين الأنواع المختلفة من الحيوانات. ومع ذلك، فإن تشكيل الأربطة حول الأسنان يبدأ برباط الخلايا الليفية الأولية من الجراب السنى. هذه الخلايا الليفية تفرز الكولاجين، الذي يتفاعل مع ألياف على أسطح العظم والملاط المجاورة. هذا التفاعل يؤدي إلى ارتباط الذي يتطور كبزوغ الأسنان في الفم. الاطباق، الذي هو ترتيب الأسنان وكيف ان الأسنان في الأقواس المقابلة تأتي في تلامس الواحد بالآخر، يؤثر باستمرار على تشكيل اربطة ما حول الأسنان. هذا الخلق الدائم لاربطة ما حول الأسنان يؤدي إلى تشكيل مجموعات من الألياف في اتجاهات مختلفة، مثل الألياف الأفقية والمائلة.

### العظم السنخي Aleveolar bone
كما أن تشكيل الجذر والملاط يبدأ، يتم إنشاء العظم في المنطقة المتاخمة. في جميع أنحاء الجسم، الخلايا التي تشكل العظام تسمى خلايا بناء العظم. في حالة العظم السنخي، خلايا بناء العظم هذه تشكل من الجراب السنى. مشابه لتشكيل الملاط الأولي، يتم إنشاء ألياف كولاجينية على السطح الأقرب للسنة، وأنها لا تزال هناك حتى ترتبط بأربطة ما حول السنة.
مثل أي عظمة أخرى في جسم الإنسان، يُعَدَّل العظم السنخي في جميع مراحل الحياة. خلايا بناء العظام تنشأ العظم والخلايا آكلة العظم تهدمه، لا سيما إذا وضعت قوة على السنة. كما هو الحال عندما تحاول تحريك الأسنان من خلال تقويم الأسنان، منطقة من العظم تحت قوة الضغط من سنة متحركة تتجه نحوها مستوى عال من خلايا آكلة العظم، مما أدى إلى ارتشاف (ذوبان) العظام. مساحة من العظم تتلقي شد من أربطة حول الأسنان ترتبط بسنة تتحرك بعيدا عنها لديها عددا كبيرا من خلايا بناء العظم، مما يؤدى إلى تكوين العظم.

### اللثة Gingiva
ويطلق على الالتحام بين اللثة والسنة الملتقى المينائي العاجي. هذا الملتقى له ثلاثة أنواع من النسيج الطلائي: اللثة، الاخدودي، ونسيج الارتباط الطلائي. وتشكل هذه الأنواع الثلاثة من كتلة من الخلايا الطلائية الظهارية المعروفة باسم القيد النسيج الطلائي بين السنة والفم.
الكثير عن تكوين اللثة ليس مفهوما تماما، ولكن المعروف هو أن الهيميديسموسوم hemidesmosmes (الأشياء النصف هدامة) يتكون بين اللثة والسنة وهي المسؤولة عن ارتباط النسيج الطلائي الأولي. Hemidesmosomes هيميديسموسوم توفر ملاذ آمن بين الخلايا من خلال بنية تشبه خيوط رفيعة صغيرة مجهزة من بقايا خلايا تكوين الميناء. وبمجرد حدوث ذلك، نسيج الارتباط الطلائي يتكون من عضو الميناء المصغر، واحدة من منتجات عضو الميناء، وينقسم على وجه السرعة. وهذا يؤدي دائما إلى زيادة حجم طبقة نسيج الارتباط الظهاري وعزل بقايا خلايا تكوين الميناء من أي مصدر من مصادر التغذية. عندما خلايا تكوين الميناء تتحلل، يخلق اخدود اللثة.

## تشكيل الأعصاب والأوعية الدموية
في كثير من الأحيان، والأعصاب والأوعية الدموية تسير في شكل مواز لبعضها البعض في الجسم، وتشكيل كل منهما يحدث عادة في وقت واحد وبطريقة مماثلة. ومع ذلك، ليس هذا هو الحال بالنسبة للأعصاب والأوعية الدموية في جميع أنحاء السنة، وذلك بسبب معدلات مختلفة من النمو.

### تشكيل العصب
الألياف العصبية تبدأ بالقرب من السنة خلال المرحلة القبعية أثناء نمو السنة وتنمو باتجاه الجراب السنى. هناك بمجرد ان، تنمو الأعصاب حول البرعم السنى وتدخل الحليمة السنية عند تشكيل العاج قد بدأ. الأعصاب لا تتكاثر أبدا في عضو الميناء.

### تشكيل الأوعية الدموية
تنمو الأوعية الدموية في الجراب السنى وتدخل الحليمة السنية في المرحلة القبعية. تتكون مجموعات من الأوعية الدموية في مدخل الحليمة السنية. عدد الأوعية الدموية يصل كحد أقصى في بداية مرحلة التاج والحليمة السنية تنشئ في نهاية المطاف لب السنة. في جميع مراحل الحياة، كمية الأنسجة اللبية في السنة يتناقص، وهو ما يعني أن كمية الدم المتدفقة إلى السنة ينخفض مع التقدم في العمر. يخلو عضو الميناء من الأوعية الدموية بسبب ان منشأه من النسيج الطلائي، والأنسجة المعدنية من الميناء والعاج لا تحتاج إلى مواد مغذية من الدم.

## بزوغ الأسنان Tooth eruption
بزوغ الأسنان يحدث عندما تدخل الأسنان الفم وتصبح مرئية. على الرغم من أن الباحثين يتفقون على أن بزوغ الأسنان هي عملية معقدة، وهناك اتفاق ضئيل على هوية الالية التي تحكم بزوغ الأسنان. بعض النظريات الشائعة المحتفظ بها التي دحضت على مر الزمن تشمل ما يلي: (1) يدفع السن لأعلى في فم من خلال نمو جذر السن، و (2)يدفع السن لأعلى بنمو العظم حول السن، (3) يدفع السن لأعلى عن طريق ضغط الأوعية الدموية، و (4) يدفع السن لأعلى من قبل وسادة الأرجوحة الشبكية. نظرية وسادة الأرجوحة الشبكية، اقترحت لأول مرة من قبل هاري سيشر، كانت تدرس على نطاق واسع من 1930 إلى 1950. هذه النظرية تفترض ان الأربطة أسفل السنة، والذي لاحظه سيشر تحت المجهر على شريحة نسيجية، كانت مسؤولة عن البزوغ. في وقت لاحق «الرباط» الذي لاحظه سيشر تقرر، أن يكون مجرد قطعة اصطناعية تم إنشاؤها في عملية إعداد الشريحة.
النظرية الأكثر المتمسك بها على نطاق واسع حاليا هو أنه قد يكون متضمنا في بزوغ الأسنان قوى عدة، الأربطة حول الأسنان توفر القوة الدافعة الرئيسية للعملية. واضعي النظريات يفترضوا أن الأربطة حول الأسنان تحفز البزوغ من خلال الانقباض وعبر ربط ألياف الكولاجين وتقلص خلاياها الليفية.
على الرغم من بزوغ الأسنان يحدث في أوقات مختلفة من شخص لآخر، يوجد جدول زمني عام لبزوغ الأسنان. فعليا، البشر لديهم 20 من الأسنان اللبنية (بيبى) و32 من الأسنان الدائمة. بزوغ الأسنان له ثلاث مراحل. الأولى، والمعروفة باسم مرحلة الأسنان اللبنية، ويحدث فقط عندما تكون الأسنان المؤقتة مرئية. بمجرد ان السنة الدائمة الأولى تبزغ في الفم، الأسنان تكون في التسنين المختلط (أو انتقالي). بعد أن يسقط آخر سن لبني خارج الفم - عملية تعرف كما تقشر - الأسنان تكون في التسنين الدائم.
الأسنان المؤقتة تبدأ مه وصول ثنايا الفك السفلي، وعادة يكون في عمر ثمانية أشهر، ويستمر حتى الأضراس الأولى الدائمة تظهر في الفم، وعادة يكون في عمر ست سنوات. عمليا الأسنان الأولية تبزغ في الترتيب التالي: (1) الثنايا الأسنان الأمامية، (2) الرباعيات، (3) الضرس الأول، (4) الناب، و (5) الضرس الثاني. وكقاعدة عامة، أربع أسنان تبزغ كل ستة أشهر من العمر، وأسنان الفك السفلي تبزغ قبل أسنان الفك العلوي، وأسنان تبزغ عاجلا في الإناث من الذكور. خلال التسنين اللبني، البراعم السنية للأسنان الدائمة تنمو اسفل الأسنان اللبنية، وعلى مقربة من سقف الحلق أو اللسان.
يبدأ التسنين المختلطة عندما الضرس الدائم الأول يظهر في الفم، وعادة في عمر ست سنوات، ويستمر حتى آخر سن مؤقت يفقد، وعادة يكون في الحادية عشرة أو اثني عشر عاما. الأسنان الدائمة في الفك العلوى تبزغ في ترتيب مختلف عن الأسنان الدائمة في الفك السفلي. أسنان الفك العلوى تبزغ في الترتيب التالي: (1) الضرس الأول، (2) ثنايا الأسنان الأمامية، (3) الرباعيات، (4) الضاحك الأول، (5) الضاحك الثاني، (6) الناب، (7) الضرس الثاني، و (8) الضرس الثالث. أسنان الفك السفلي تبزغ في الترتيب التالي: (1) الضرس الأول (2) الثنايا الأسنان الأمامية، (3) الرباعيات، (4) الناب، (5) الضاحك الأول، (6) الضاحك الثاني، (7) الضرس الثاني، و (8) الضرس الثالث. بما أنه لا توجد الضواحك في التسنين المؤقت، ان الضروس المؤقتة تستبدل بالضواحك الدائمة. إذا فقدت أية أسنان أولية قبل أن تستعد الأسنان الدائمة لتحل محلها، بعض الأسنان الخلفية قد تنجرف إلى الأمام، وتسبب مسافة فارغة لتضيع في الفم. قد يتسبب هذا في يتراكب بعضها / أو بزوغ الأسنان الدائمة في غير موضعها، والتي عادة ما يشار إليها باسم سوء الإطباق. تقويم الأسنان قد يكون مطلوب في مثل هذه الظروف بالنسبة للفرد لتحقيق هيئة مرتبة للأسنان.
والتسنين الدائم يبدأ عندما يُفْقَد آخر الأسنان الأولية، وعادة في 11-12 سنة، ويستمر لبقية حياة الشخص أو حتى كل الأسنان تفقد (عديم الأسنان). خلال هذه المرحلة، الأضراس الثالث (وتسمى أيضا «ضرس العقل») يُخْلَع كثيراً بسبب تسوس، ألم أو مغروس. الأسباب الرئيسية لفقدان الأسنان هي التسوس وأمراض اللثة.
|                  | Primary teeth   | Primary teeth   | Primary teeth | Primary teeth  | Primary teeth   | Primary teeth | Primary teeth | Primary teeth |
| ---------------- | --------------- | --------------- | ------------- | -------------- | --------------- | ------------- | ------------- | ------------- |
|                  | Central incisor | Lateral incisor | Canine        | First premolar | Second premolar | First molar   | Second molar  | Third molar   |
| Maxillary teeth  | 10 mo           | 11 mo           | 19 mo         |                |                 | 16 mo         | 29 mo         |               |
| Mandibular teeth | 8 mo            | 13 mo           | 20 mo         |                |                 | 16 mo         | 27 mo         |               |
|                  | Permanent teeth |                 |               |                |                 |               |               |               |
|                  | Central incisor | Lateral incisor | Canine        | First premolar | Second premolar | First molar   | Second molar  | Third molar   |
| Maxillary teeth  | 7–8 yr          | 8–9 yr          | 11–12 yr      | 10–11 yr       | 10–12 yr        | 6–7 yr        | 12–13 yr      | 17–21 yr      |
| Mandibular teeth | 6–7 yr          | 7–8 yr          | 9–10 yr       | 10–12 yr       | 11–12 yr        | 6–7 yr        | 11–13 yr      | 17–21 yr      |

مباشرة بعد البزوغ، الميناء يغطي بغشاء محدد: غشاء ناسميث Nasmyth أو 'قشرة الميناء، بنية جنينية المنشأ تتكون من الكيراتين الذي يكون باعثا على عضو الميناء.

## التغذية ونمو السن
كما هو الحال في جوانب أخرى من النمو البشري والتطور، التغذية لها تأثير على نمو الأسنان. المغذيات الضرورية لصحة الأسنان تشمل الكالسيوم والفسفور وفيتامينات أ، ج ود. وهناك حاجة إلى الكالسيوم والفوسفور لتشكيل بلورات هيدروكسي اباتيت على نحو صحيح، ويحافظ على مستوياتها في الدم بواسطة فيتامين د. فيتامين (أ) هو الفيتامين الضروري لتشكيل الكيراتين، وفيتامين ج لتشكيل الالكولاجين. يندمج الفلوريد في بلورات هيدروكسي آباتيت للأسنان النامية ويجعلها أكثر مقاومة فقدان المعادن وللتسوس لاحقًا.
نقص من هذه العناصر الغذائية يمكن أن يؤدى إلى مدى واسع من التأثيرات على نمو السنة. في الحالات التي يكون فيها نقص في الكالسيوم والفسفور وفيتامين (د)، البنيات الصلبة للسنة قد تكون أقل تمعدن. نقص فيتامين (أ) يمكن أن يؤدي إلى انخفاض في كمية تشكيل الميناء. يسبب نقص الفلوريد في زيادة نقص التمعدن (التصلب) عندما يتعرض السن إلى بيئة حمضية، وكذلك تأخير إعادة التمعدن. وعلاوة على ذلك، وجود زيادة في الفلوريد أثناء نمو السن يمكن أن يؤدي إلى حالة تعرف باسم تسمم الفلورين.

## تشوهات
وهناك عدد من تشوهات السن المتعلقة بالنمو.
انعدام الأسنان هو الانعدام التام لنمو السنة، ونقص عدد الأسنان هو نقص في بضع نمو السن. انعدام الأسنان هو أمر نادر الحدوث، وغالباً ما تحدث في حالة تسمى خلل تصنيع نسيج الأديم الظاهري المصاحب بندرة التعرق، بينما نقص عدد الأسنان هو واحد من أكثر تشوهات النمو شيوعا، والتي تؤثر على 3,5-8,0% من السكان (لا يشمل الضرس الثالث). عدم وجود الضرس الثالث هو شائع جدا، ويحدث في 20-23% من السكان، يليه في الانتشار الضاحك الثاني والرباعية. نقص في عدد الأسنان يكون مصاحباً في كثير من الأحيان مع عدم وجود الصفيحة السنية، والتي هي عرضة للقوى البيئية، مثل حالات العدوى والعلاج الكيميائي، ويصاحب أيضاً متلازمات كثيرة، مثل متلازمة داون ومتلازمة كروزون.
زيادة في الأسنان هو نمو عدد زائد من الأسنان. ويحدث ذلك في 1-3% من القوقازيين وأكثر تكراراً في الآسيويين. حوالي 86% من هذه الحالات تنطوي على سنة واحدة زيادة في الفم، الأكثر شيوعاً توجد في الفك العلوى، حيث توجد الرباعية. ويعتقد ان نقص في الأسنانHyperdontia يكون مرتبطا بزيادة في الصفيحة السنية.
انحناء جذر السنة Dilaceration هو انحناء غير طبيعي وجد على السنة، ويكاد يكون دائماً مرتبطة مع الصدمة التي تحرك البرعم السني النامي. بينما تتكون سنة، يمكن لقوة أن تحرك السنة من موقعها الأصلي، وتترك بقية السنة لتتكون في زاوية غير طبيعية. الأكياس والأورام المتاخمة لبرعم السن هي قوى معروفة لتسبب انحناء جذر السنة dilaceration، كما دفعت الأسنان اللبنية لأعلى داخل اللثة من صدمة حيث انها تحرك البرعم السنى للسنة الدائمة.
تشوهات تكوين الأسنان odontodysplasia المرتبط بجزء معين أمر نادر الحدوث، ولكن الأكثر احتمالاً أن تحدث في الفك العلوي والأسنان الأمامية. والسبب غير معروف، وافترض عدد من الأسباب، بما في ذلك اضطراب في خلايا القمة العصبية، العدوى، العلاج الإشعاعي، ونقص في الإمداد بالأوعية الدموية (والذي عقد الافتراض الأكثر على نطاق واسع). أسنان المتضررة من odontodysplasia تشوهات تكوين الأسنان الإقليمية لا تبزغ أبداً في الفم، ولها تيجان صغيرة، بنية - صفراء، ولها أشكال غير منتظمة. ظهور هذه الأسنان في صور الأشعة يكون شفافة و«هشة»، مما أسفر عن لقب «أسنان الشبح».

## البيولوجيا الجزيئية
في الأسماك قدرة الجين على تعديل الكائن الحي هي التي تنظم آليات لبدء الأسنان.
في الفأر إشارات {WNT} مطلوبة من أجل البدء في نمو الأسنان.
عامل النمو العصبي (NGF-R) الموجود في خلايا الميزانشيم الخارجية المكثفة للحليمة السنية مبكرا في المرحلة القبعية من بذرة (اصل) السنة ويقوم بأدوار متعددة أثناء أحداث التكوين التشكيلي morphogenetic وتنوع أو تمايز الخلايا cytodifferentiation في السنة. وهناك علاقة بين عدم تكوين الأسنان وعدم وجود طرفي العصب التوأمي الثلاثي {العصب الخامس} (انظر نقص عدد الأسنان (Hypodontia).
جميع المراحل (المرحلة البرعمية، المرحلة القبعية، المرحلة الجرسية، والتاج)، والنمو وmorphogenesis التكوين التشكيلي للأسنان ينظم بواسطة بروتين: سونيك هيدجيهوج sonic hedgehog.(القنفد الصوتي)
أثناء تطوير الأسنان هناك تشابه كبير بين تكوين الكيراتين وتكوين الميناء [amelogenesis]. الكيراتين موجود أيضا في الخلايا الطلائية من الجرثومة (بذرة) السنية وغشاء رقيق من الكيراتين موجود على السن البازغة حديثا (غشاء ناسميث Nasmyth أو قشرة الميناء).
عقدة الميناء كمركز اشارى في morphogenesis التكوين التشكيلى للسنة وتمايز تكوين العاج.
المدخلات المختلفة للطراز المظهري تعدل حجم الأسنان.
شكل الأسنان في إنسان عصور ما قبل التاريخ كانت تختلف عن شكلها في إنسان العصر الحديث.
في بعض الأورام المسخية الجلدية dermoid teratomas (خاصة اورام المبيضية، الرئة، البنكرياس والخصيتين) تنمو أسنان كاملة.
هرمون دريقي (من الغدة بجانب الغدة الدرقية ينظم كمية الكالسيوم في الجسم)يكون ضرورى لبزوغ الأسنان.

## نمو الأسنان في الحيوانات
الكائن الحي بأبسط الجينوم وله أسنان ربما يكون دودة نوعها ديدان الأنكلستوما (أنكلستوما الأثنا عشر، ديدان الفتاكة الأمريكية وهي جنس ديدان مدورة من فصيلة الملقوات (Necator americanus)
الأسنان هو هيكل (atavic) رجعي متشابه للأجداد ونموها يتشابه في كثير من الفقاريات 
الأسماك لها العديد من الهياكل العظمية المتخصصة، إنها موجودة مع (ارشسرجس بروبتوسفلوس رتبة برسفورمس، فصيلة سبريدا) وبدون أسنان (كريستيد رتبة برسفورمس، فصيلة كريستيد، الأسنان في تطورها موجودة في العمر الصغير)
وخلافا لمعظم الحيوانات، وأسماك القرش تنتج باستمرار أسنان جديدة طوال فترة الحياة من خلال آلية مختلفة جذريا. لأن أسنان أسماك القرش ليس لها جذور، لذللك تفقدها بسهولة عندما تأكل (تقدير علماء الحيوان أن سمكة قرش واحدة يمكن أن يخسر ما يصل إلى 2,400 أسنان في سنة واحدة)، لذا يجب أن يتم استبدالها بشكل مستمر. أسنان سمك القرش تشكل من قشور معدلة بالقرب من اللسان، والانتقال إلى الخارج على الفك في صفوف حتى أن تتطور بشكل كامل، وتستخدم، وتطرد في نهاية المطاف.
الثعابين لها أسنان عموما، مع بعض الاستثناءات (ثعبان أفريقي آكل البيض).
الطيور ليس لديها أسنان، على الرغم من ال تكهن بأن طيور ما قبل التاريخ، مثل الطيور الأولى الشبيه بالزحافات، كان لها أسنان.
في رتبة تيوبوليدنتالا Tubulidentata) 2) (فئة من الثدييات) تكون الأسنان دون الميناء، وتفتقر إلى القواطع والأنياب والأضراس نموا في النظام باستمرار من جذورها.
عموما، نمو الأسنان في الثدييات غير مشابه لنمو الأسنان البشرية. الاختلافات تكمن في الشكل، والعدد، والجدول الزمني للنمو، وأنواع الأسنان، وليس عادة في التطور الفعلي للأسنان.
تشكيل الميناء في الثدييات غير البشرية مماثل تقريبا لتلك التي لدى البشر. وخلايا تكوين الميناء وعضو الميناء، بما في ذلك الحليمة السنية، متماثلة وظيفيا. ومع ذلك، في حين أن خلايا تكوين الميناء تموت في الأنسان ومعظم الحيوانات الأخرى -لصنع مزيد من الميناء من المستحيل - القوارض تنتج باستمرار الميناء، وإجبارهم على تبارتداء بانخفاض أسنانهم قبل تلتهم على المواد المختلفة. إذا منع القوارض من القرض، فأسنانهم تثقب في نهاية المطاف سطوح أفواههم. وبالإضافة إلى ذلك، القواطع القوارض تتكون من نصفين، والمعروفة باسم التاج الجذر المتناظر. تغطي النصف ناحية الشفه بالميناء وتشبه التاج، في حين يغطى النصف باتجاه اللسان ت مع الأسنان وتشبه الجذر. ينمو كلا من الجذر والتاج في وقت واحد في قواطع القوارض وتستمر في النمو طوال حياة القوارض.
توزيع المعادن في ميناء القوارض هو يختلف عن ذلك في قرد، ق ق الكلب الخنزير، والبشر. في أسنان الخيل، طبقات الميناء والعاج متداخلة، مما يزيد من القوة ويقلل من معدل فناء الأسنان.
البنيات الداعمة التي تخلق «الأخدود» حصريا موجودة الثدييات وCrocodylia. عند خروف البحر الأضراس السفلية تنمو بشكل منفصل عن الفك، ومغطاة بقذيفة عظمية مفصولة بأنسجة لينة. وهذا هو الحال عند الفيل، أسنان متعاقبة، والتي تبزغ لتحل محل الأسنان المفقودة.

## وصلات خارجية
- الأنثروبولوجيا البيولوجية (علم البشريات البيولوجى)والحمض النووي القديم
- قاعدة بيانات عن التعبير عن الجينات المختلفة في الأسنان النامية.
- علم الأجنة في جامعة نيو ساوث ويلز Notes/skin4a—نمو الأسنان غلافي، من قبل الدكتور مارك هيل
- علم الأنسجة البيطرية من قبل الدكتور توماس Caceci.

..